# 益田弘二
益田弘二（日语：／ Masuda Koji，1944年2月1日—），日本男子拳击运动员。他曾代表日本参加1962年亚洲运动会拳击比赛，获得一枚金牌。他也曾参加1964年夏季奥林匹克运动会。